# Mira Zimińska-Sygietyńska
 (août 2019).
Si vous disposez d'ouvrages ou d'articles de référence ou si vous connaissez des sites web de qualité traitant du thème abordé ici, merci de compléter l'article en donnant les références utiles à sa vérifiabilité et en les liant à la section « Notes et références ».
Mira Zimińska-Sygietyńska, née Burzyńska le 22 février 1901 à Płock, et morte le 26 janvier 1997 à Varsovie, est une actrice, scénariste et metteur en scène polonaise.

## Biographie
Le premier nom de Mira Zimińska, est issu de son premier mariage et le second, « Sygietyńska », de son deuxième mariage avec le compositeur Tadeusz Sygietyński. 
Dans l'entre-deux-guerres, elle danse dans les cabarets et théâtres polonais comme le théâtre Qui Pro Quo. Elle est actrice dans une dizaine de films durant la même période.
Le 6 novembre 1950, Tadeusz Sygietyński la recrute comme chef de groupe et ensemble ils fondent le groupe folklorique de danses et musiques traditionnelles polonaises Mazowsze. Ils élargissent le répertoire au folklore polonais et habillent leurs chanteurs avec des vêtements traditionnels de Pologne.

## Filmographie partielle
- 1930 : Sang de Henryk Szaro : Janka Mirska
- 1933 : Chacun a le droit d'aimer de Mieczysław Krawicz et Janusz Warnecki : Lodzia, la servante chez les Sagankiewicz

En 1951, elle est chef-costumière du film Mazowsze du réalisateur Tadeusz Makarczyński (pl).